# Abbaye Sainte-Trinité de Mileto
L'abbaye Sainte-Trinité était un monastère bénédictin situé à Mileto, en Calabre (Italie).
L'abbaye est fondée par le comte normand Roger de Hauteville, vers 1063/65, et au plus tard en 1071, date du décès de Serlon II, neveu de Roger, mentionné parmi les donateurs initiaux. Elle est d'abord dédiée à saint Michel. 
Robert de Grandmesnil, demi-frère de Judith d'Évreux, première épouse de Roger, devient abbé vers 1080.

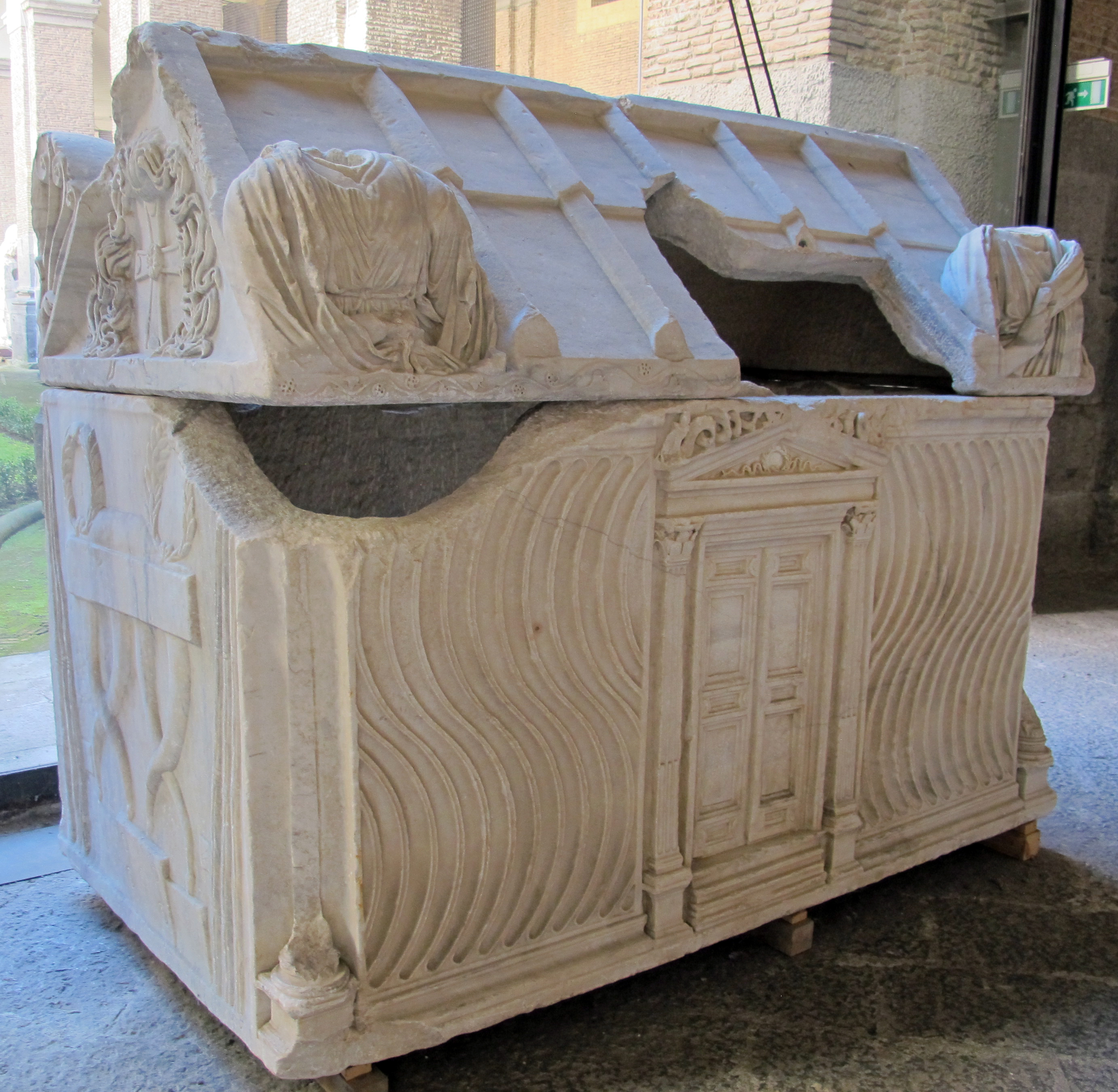
Sarcophage antique de Roger Ier de Sicile.

En 1101, le « grand comte » s'y fait inhumer dans un sarcophage romain du IIIe siècle, auprès de sa seconde femme, Éremburge de Mortain, morte peu avant 1089. Le sarcophage royal est exposé au musée de Naples alors que celui de son épouse a disparu, également un remploi antique, a disparu en 1860.

## Fouilles
Paolo Orsi mènent les premières fouilles, partielles, au début du XXe siècle. En 1995, Rosa Fiorillo et Paolo Perduto, de l’université de Salerne exhument les absides latérales et un cimetière utilisé jusqu’au XVIIIe siècle. 
Les éléments architecturaux en marbre seraient des remplois de la ville d’Hipponium.